# Equipe equatoriana na Copa Billie Jean King
A equipe equatoriana na Copa Billie Jean King representa o Equador na Copa Billie Jean King, principal competição de tênis feminina por equipes do mundo. É administrada pela Ecuador Tennis Federation.

## História
O Equador competiu pela primeira vez em 1972. Seu melhor resultado foi a 1ª fase de 1972.

## Última convocação
Para o Grupo I das Américas de 2022, em abril:
- Mell Elizabeth Reasco Gonzalez
- Charlotte Roemer
- Domenica Gonzalez
- Tania Isabel Andrade Sabando
- Valeska Alexandra San Martin Ramirez